# 張文虎
張 文虎（ちょう ぶんこ、Zhang Wenhu、1808年 - 1885年）。字は盂彪または嘯山、号は天目山樵。清の儒学者。
江蘇省南匯県周浦出身。貢生となり、訓導に任命された。30年近く蔵書家の銭熙祚の食客となり、『守山閣叢書』『小万巻叢書』などの校訂にあたった。
1871年、曽国藩の幕僚となった。『王船山遺書』の校訂にあたり、曽国藩から高く評価された。同治・光緒年間には『儒林外史』に評点を付けた。学問は戴震の学を尊び、「学の本源」とした。

## 著書
- 『雑著甲編』2巻
- 『乙編』2巻
- 『剰稿』1巻
- 『詩存』7巻
- 『索笑詞』2巻
- 『舒芸室隨筆』6巻
- 『続筆』1巻
- 『余筆』3巻
- 『史記札記』8巻
- 『春秋朔閏考』
- 『古今楽律考』